# 滑水

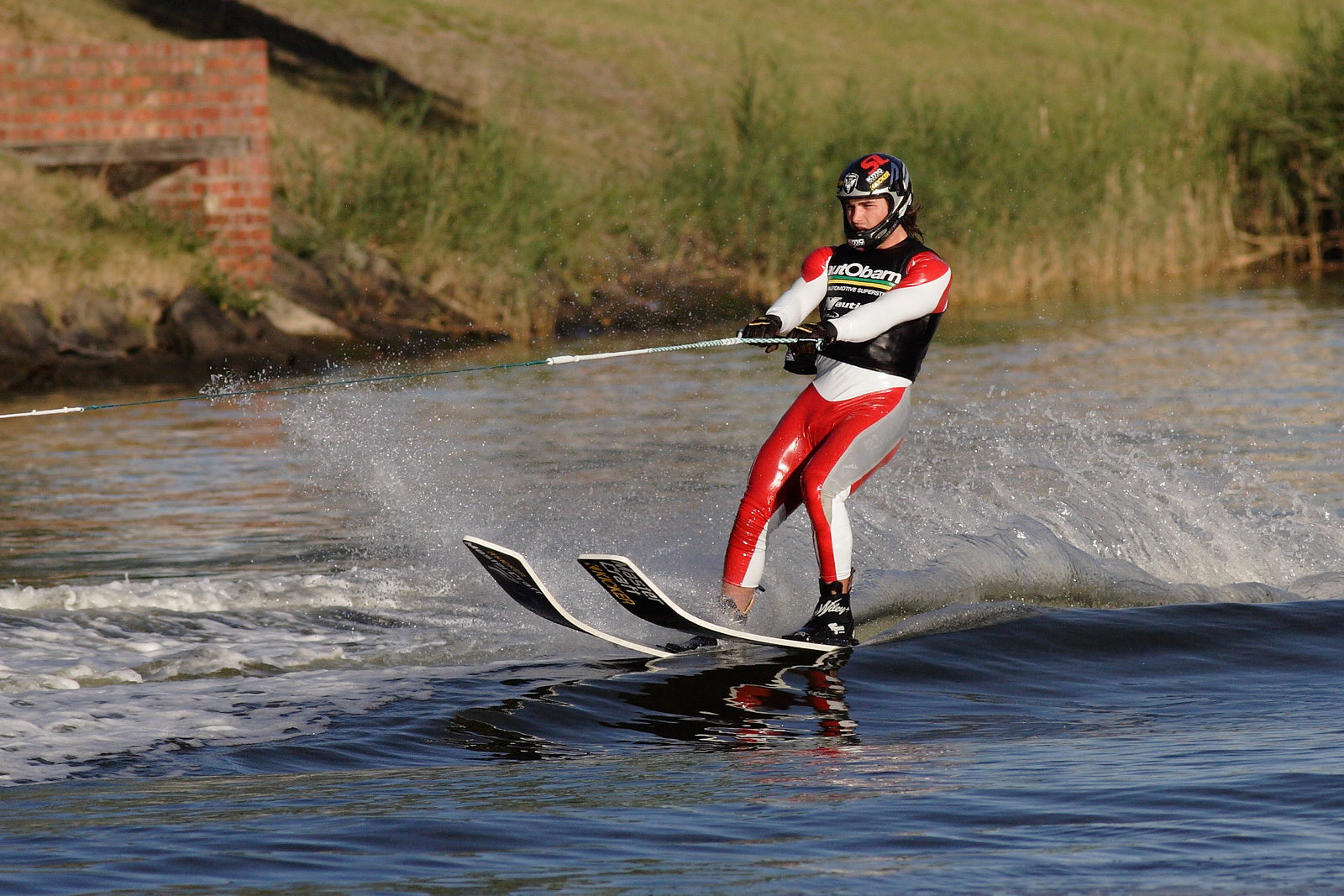
滑水

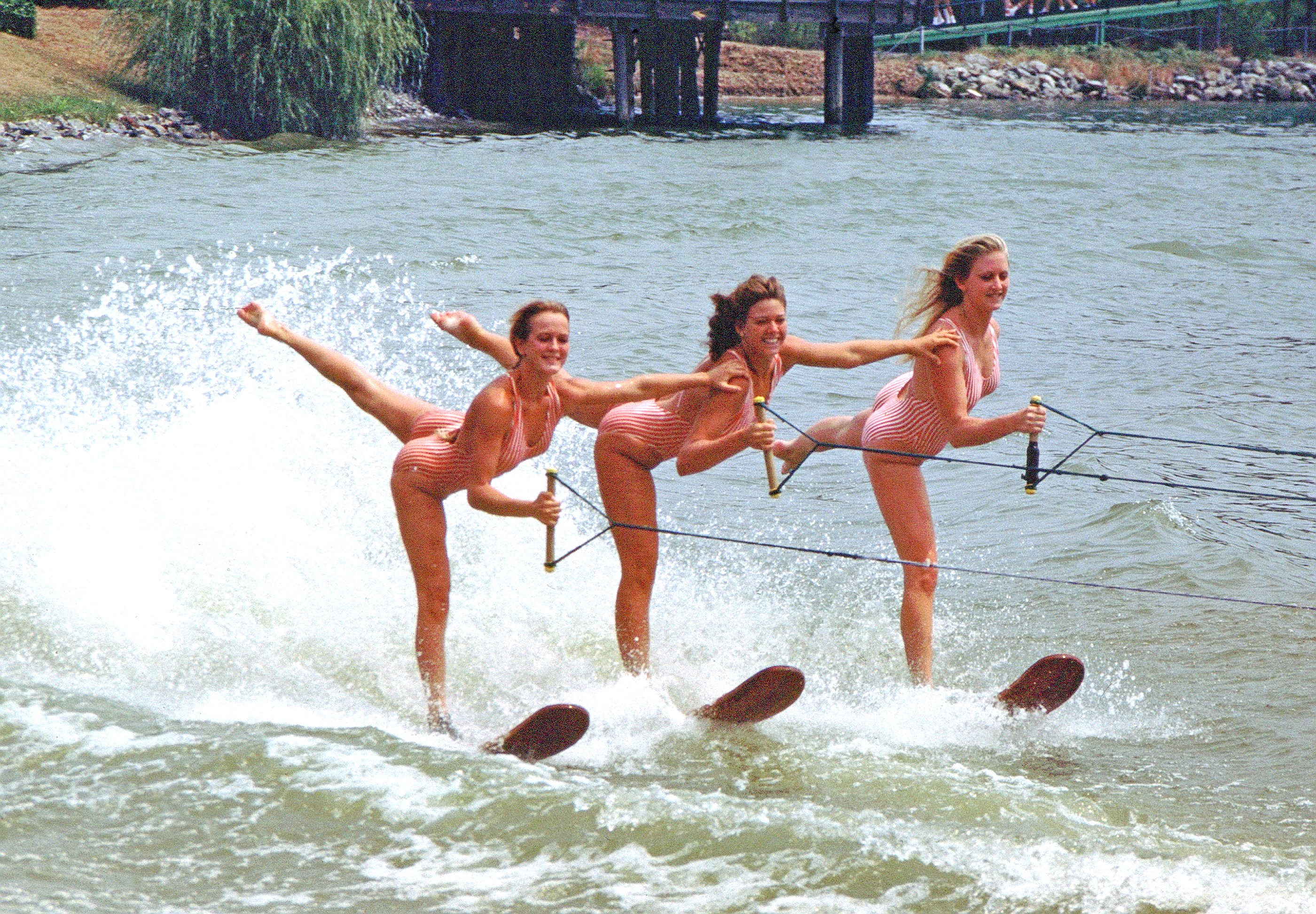
滑水

滑水（Waterskiing），是一种借助动力的牵引，使人在水面上“行走”的水上运动。滑水者通常要穿着“水橇”在水面上完成各种动作。滑水是一项竞技性运动，但也可作为休闲性运动。最早起源于1922年的美国，并迅速在欧美各国以及澳大利亚普及流行开来。在这些国家每年都有相应的竞赛以鼓励人们参加此项运动。

## 歷史
滑水的由來跟滑雪是有直接的關係，比較普遍的說法是在1920年的某日，一群法國軍人帶著滑雪板行軍，看見一艘快艇呼嘯而過，而引起靈感，有人穿起滑雪板，以快艇拖引，經過數次的嘗試，終於滑出水面。而後，滑水運動就發展出來。

## 滑水地點
香港主要進行滑水的地點包括：
1.西貢：早禾坑、橋咀島、滘西洲、鹽田仔、斬竹灣、大頭洲、西壩、榕樹澳 
2.大埔：三門仔
3.大潭：
4.東涌。

## 滑水船隻
一般進行滑水運動的船隻分別為：
1. Inboard快艇（引擎及傳動系統置於船內）
2. Outboard快艇（引擎及傳動系統置於船外）

## 滑水種類
1. Wakeboard
2. Wakeskate
3. Wakesurf

## 技術
1. Beginner
2. Intermediate
3. Advance
4. Super Advance